# Summit League
La Summit League ou The Summit League est un groupement d'universités gérant les compétitions sportives universitaires, notamment le basket-ball dans le centre des États-Unis.
La conférence fait partie de la NCAA Division I du Championnat de basket-ball universitaire organisé par la NCAA.

## Membres actuels

Répartition géographique.

| Institutions                         | Siège                       | Fondation | Type     | Surnom                            | Rejoint    |
| ------------------------------------ | --------------------------- | --------- | -------- | --------------------------------- | ---------- |
| Université de Denver                 | Denver, Colorado            | 1864      | Privée   | Pioneers de Denver                | 2013       |
| Université du Missouri à Kansas City | Kansas City, Missouri       | 1933      | Publique | Roos de Kansas City (en)          | 1994, 2020 |
| Université du Dakota du Nord         | Grand Forks, Dakota du Nord | 1883      | Publique | Fighting Hawks du Dakota du Nord  | 2018       |
| Université d'État du Dakota du Nord  | Fargo, Dakota du Nord       | 1890      | Publique | Bison de North Dakota State       | 2007       |
| Université du Nebraska à Omaha       | Omaha, Nebraska             | 1908      | Publique | Mavericks d'Omaha                 | 2012       |
| Université Oral Roberts              | Tulsa, Oklahoma             | 1963      | Privée   | Golden Eagles d'Oral Roberts (en) | 1997, 2014 |
| Université Saint-Thomas (en)         | Saint Paul, Minnesota       | 1885      | Privée   | Tommies de Saint-Thomas (en)      | 2021       |
| Université du Dakota du Sud          | Vermillion, Dakota du Sud   | 1862      | Publique | Coyotes du Dakota du Sud          | 2011       |
| Université d'État du Dakota du Sud   | Brookings, Dakota du Sud    | 1881      | Publique | Jackrabbits de South Dakota State | 2007       |

1. ↑  Kansas City (UMKC) a quitté la conférence en 2013 mais a rejoint en 2020.
2. ↑  Oral Roberts a quitté la conférence en 2012 mais a rejoint en 2014.

### Membres associés
| Institution                                   | Lieu                                                         | Fondation | Type     | Surnom                | Sport associé                 | Rejoint | Conférence primaire        |
| --------------------------------------------- | ------------------------------------------------------------ | --------- | -------- | --------------------- | ----------------------------- | ------- | -------------------------- |
| Université du Delaware                        | Newark, Delaware                                             | 1743      | Publique | Fightin' Blue Hens    | Soccer (M)                    | 2025    | Conference USA             |
| Université Drake                              | Des Moines, Iowa                                             | 1881      | Privée   | Bulldogs              | Tennis (M)                    | 2017    | Missouri Valley Conference |
| Université de l'Est de l'Illinois (en)        | Charleston, Illinois                                         | 1895      | Publique | Panthers (en)         | Natation et plongeon (M et F) | 2005    | Ohio Valley Conference     |
| Université d'État de l'Illinois               | Normal, Illinois                                             | 1857      | Publique | Redbirds              | Tennis (M)                    | 2017    | Missouri Valley Conference |
| Université du Nord du Colorado                | Greeley, Colorado                                            | 1889      | Publique | Bears                 | Baseball                      | 2021    | Big Sky Conference         |
| Université du Sud de l'Indiana                | Comté de Vanderburgh, Indiana (adresse postale : Evansville) | 1965      | Publique | Screaming Eagles (en) | Natation et plongeon (M et F) | 2022    | Ohio Valley Conference     |
| Université du Massachusetts à Amherst (UMass) | Amherst, Massachusetts                                       | 1863      | Publique | Minutemen             | Soccer (M)                    | 2025    | Mid-American Conference    |

## Installations sportives
| Université         | Salle de basket-ball                 | Capacité                             | Stade de soccer                                        | Capacité                      | Stade de baseball                    | Capacité                             |
| ------------------ | ------------------------------------ | ------------------------------------ | ------------------------------------------------------ | ----------------------------- | ------------------------------------ | ------------------------------------ |
| Delaware           | Membre uniquement en soccer masculin | Membre uniquement en soccer masculin | Stuart and Suzanne Grant Stadium (en)                  | 1 400                         | Membre uniquement en soccer masculin | Membre uniquement en soccer masculin |
| Denver             | Magness Arena (en)                   | 7 200                                | CIBER Field at the University of Denver Soccer Stadium | 1 915                         | Aucune équipe de baseball            | Aucune équipe de baseball            |
| Kansas City        | Swinney Recreation Center (en)       | 1 500                                | Durwood Soccer Stadium                                 | 850                           | Aucune équipe de baseball            | Aucune équipe de baseball            |
| North Dakota       | Betty Engelstad Sioux Center (en)    | 3 300                                | Bronson Field                                          | N/A                           | Aucune équipe de baseball            | Aucune équipe de baseball            |
| North Dakota State | Scheels Center (en)                  | 5 644                                | Dacotah Field (en)                                     | 2 800                         | Newman Outdoor Field                 | 4 600                                |
| Northern Colorado  | Membre uniquement en baseball        | Membre uniquement en baseball        | Membre uniquement en baseball                          | Membre uniquement en baseball | Jackson Field (en)                   | 1 500                                |
| Omaha              | Baxter Arena (en)                    | 7 898                                | Al F. Caniglia Field (en)                              | 3 097                         | Seymour Smith Park (en)              | 1 000                                |
| Oral Roberts       | Mabee Center (en)                    | 10 575                               | Case Soccer Complex                                    | 1 000                         | J. L. Johnson Stadium (en)           | 2 418                                |
| St. Thomas         | Lee and Penny Anderson Arena (en)    | 5 000                                | South Field                                            | N/A                           | Koch Diamond                         | 250                                  |
| South Dakota       | Sanford Coyote Sports Center (en)    | 6 000                                | USD Soccer Field                                       | N/A                           | Aucune équipe de baseball            | Aucune équipe de baseball            |
| South Dakota State | Frost Arena (en)                     | 6 500                                | Fishback Soccer Park                                   | 1 500                         | Erv Huether Field (en)               | 800                                  |
| UMass              | Membre uniquement en soccer masculin | Membre uniquement en soccer masculin | Rudd Field (en)                                        | 800                           | Membre uniquement en soccer masculin | Membre uniquement en soccer masculin |